# Cluster Velsen

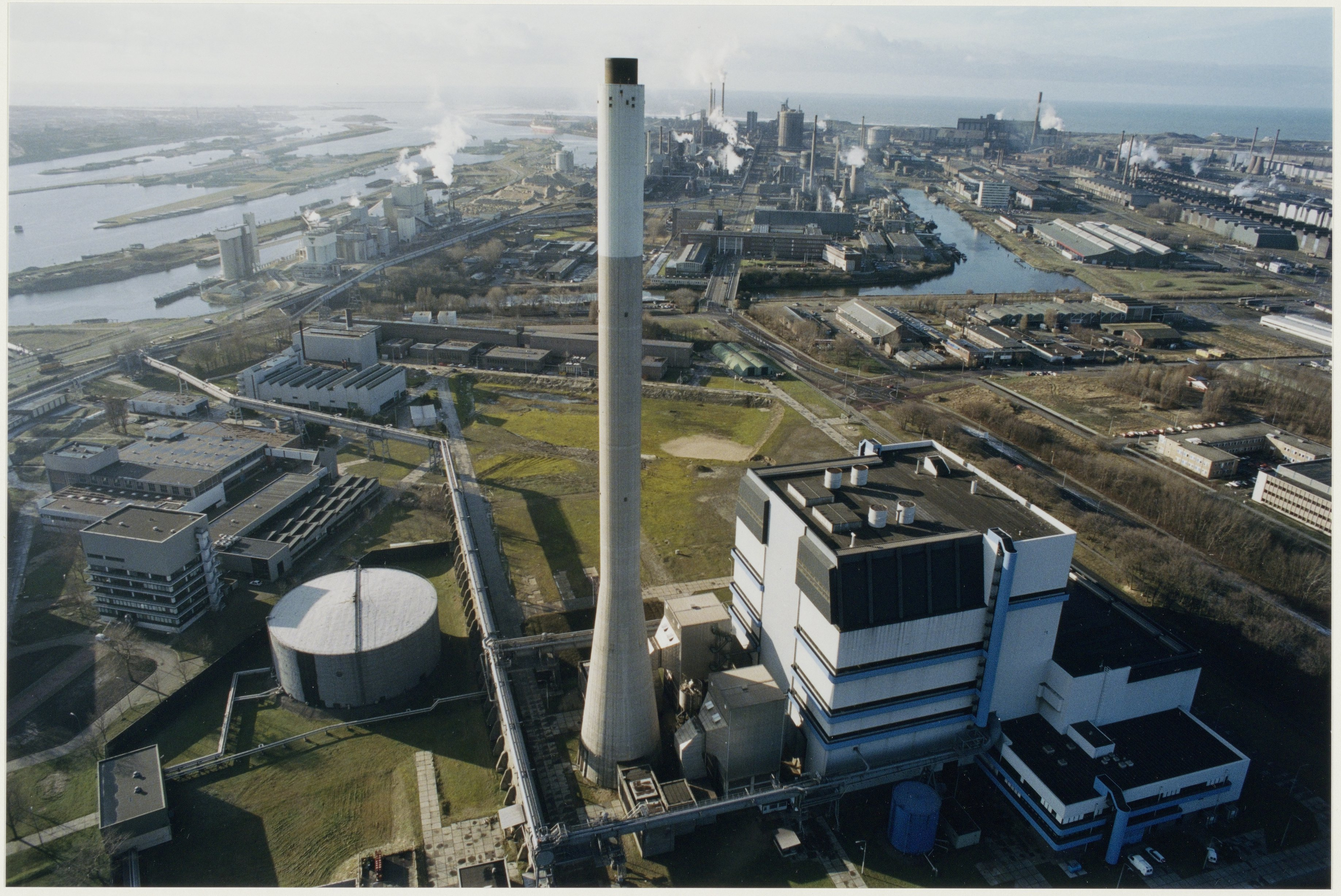
Luchtfoto met op de voorgrond de electriciteitscentrale UNA met aansluitend het bedrijfsterrein van Hoogovens, februari 1998

Het Cluster Velsen is een groep elektriciteitscentrales van Vattenfall Nederland nabij de Nederlandse plaats Velsen-Noord in de Noord-Hollandse gemeente Velsen.

## Geschiedenis
De eerste centrale in IJmondregio was die van de Kennemer Electriciteit-Maatschappij (K.E.M.) te IJmuiden uit 1914. Deze werd echter in 1921 alweer gesloten, nadat het Provinciaal Elektriciteitsbedrijf van Noord-Holland (P.E.N.) de K.E.M. had overgenomen. De K.E.M. had in IJmuiden nog een tweede centrale, die van 1921 tot en met 1931 door de P.E.N. in gebruik was.
In 1931 werd de eerste centrale (Velsen 1 t/m 9) in Velsen-Noord gebouwd, die bedoeld was om hoogovengas uit de daar gevestigde Hoogovens te verstoken, een relatief laag-calorisch bijproduct van de staalproductie. De Hoogovens nam zelf weer een groot deel van de opgewekte elektriciteit af bij het P.E.N. Deze centrale werd ontworpen door A.H. van Rood, destijds chef van de bouwkundige dienst van Hoogovens, en wordt beschouwd als een van diens belangrijkste werken. Als belangrijke inspiratiebron voor de centrale diende de elektriciteitscentrale Klingenberg te Berlijn. Het grondplan van de centrale in Velsen was zo opgezet dat er later eenvoudig een tweede, identieke centrale naast kon worden geplaatst, die inderdaad begin jaren vijftig is gebouwd naar ontwerp van H.T. Zwiers. (Velsen 13 t/m 20) Van de eerste centrale te Velsen is thans alleen nog het schakelgebouw overgebleven.
In 1964 werd Velsen 21 t/m 23 gebouwd. Na de bouw van de Velsen 24 in 1974 gingen de eenheden Velsen 9 t/m 23 definitief uit bedrijf.

## Centrales
De huidige centrale bestaat uit drie eenheden:

### Velsen 24/25
Velsen 24 (1974) heeft een vermogen van 460 megawatt. Deze eenheid wordt ingezet als Velsen 25 of IJmond 1 stilstaan. 
Velsen 25 (1986) heeft een vermogen van 380 megawatt. De eenheid wordt ingezet als basislasteenheid voor het verstoken van hoogovenmenggas.
Velsen 24 en Velsen 25 hebben voor 2020 een levensduurverlenging ondergaan waarbij groot onderhoud is gepleegd en alle besturingssystemen zijn aangepast aan de laatste standaarden. Zo zijn beide eenheden van knopbediening aangepast naar siemens T3000 en siemens T2000.

### IJmond 1
IJmond 1 is een STEG/WKC eenheid en staat op het terrein van Tata Steel. De eenheid is in 1997 in bedrijf genomen en was de eerste op hoogovengas gestookte gasturbine buiten Japan.
IJmond 1 heeft een vermogen van 140 megawatt elektrisch en 105 megawatt thermisch en voorziet Tata Steel van elektriciteit en stoom. Er zijn hoge brandstofdrukken nodig om het hoogovengas in de gasturbine te kunnen verbranden. In de turbine is een gascompressor geplaatst die de druk van het aangevoerde hoogovenmenggas verhoogt van 40 mbar tot 14 bar.

## Fotogalerij

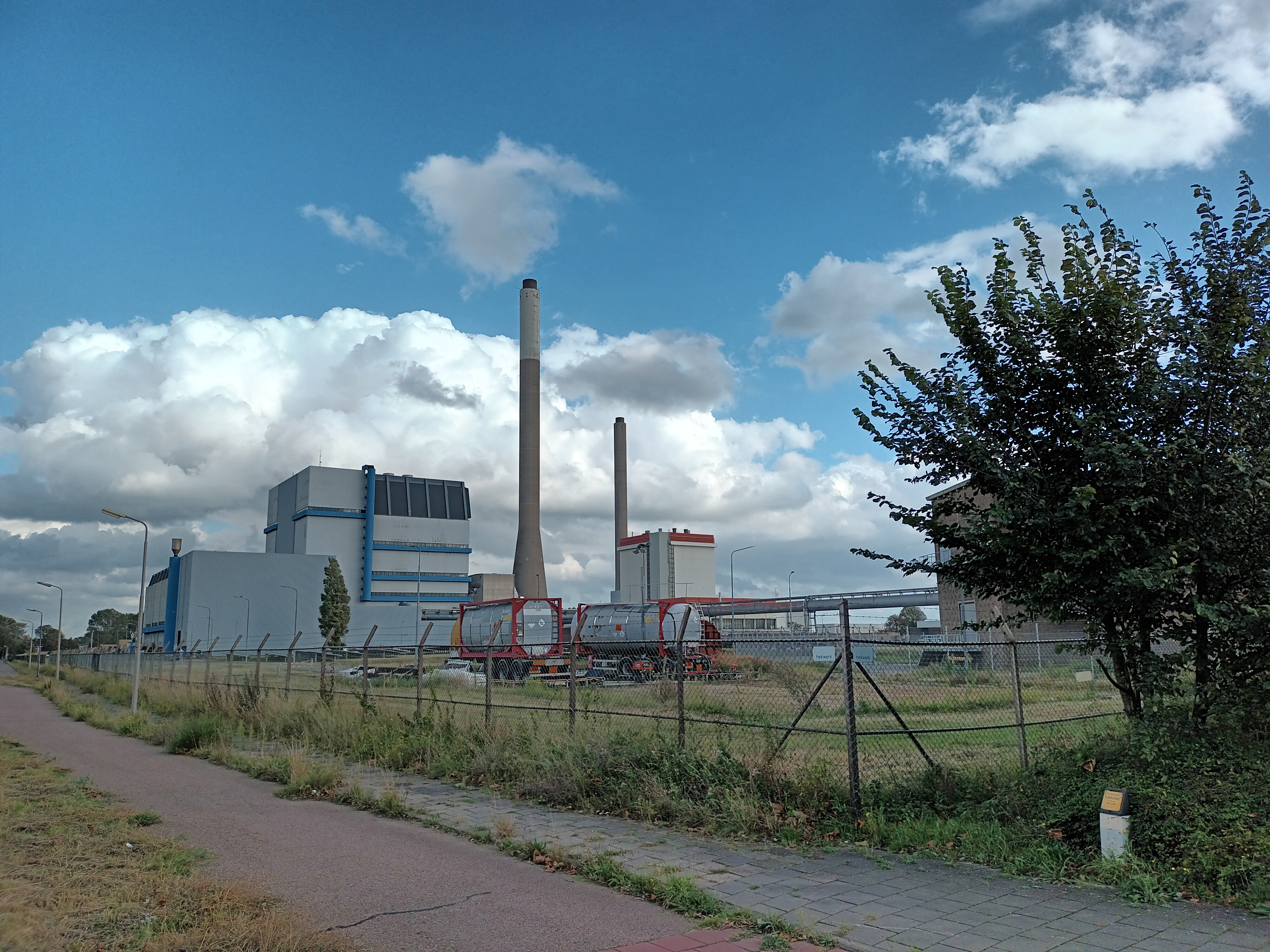
Velsen 25 en Velsen 24
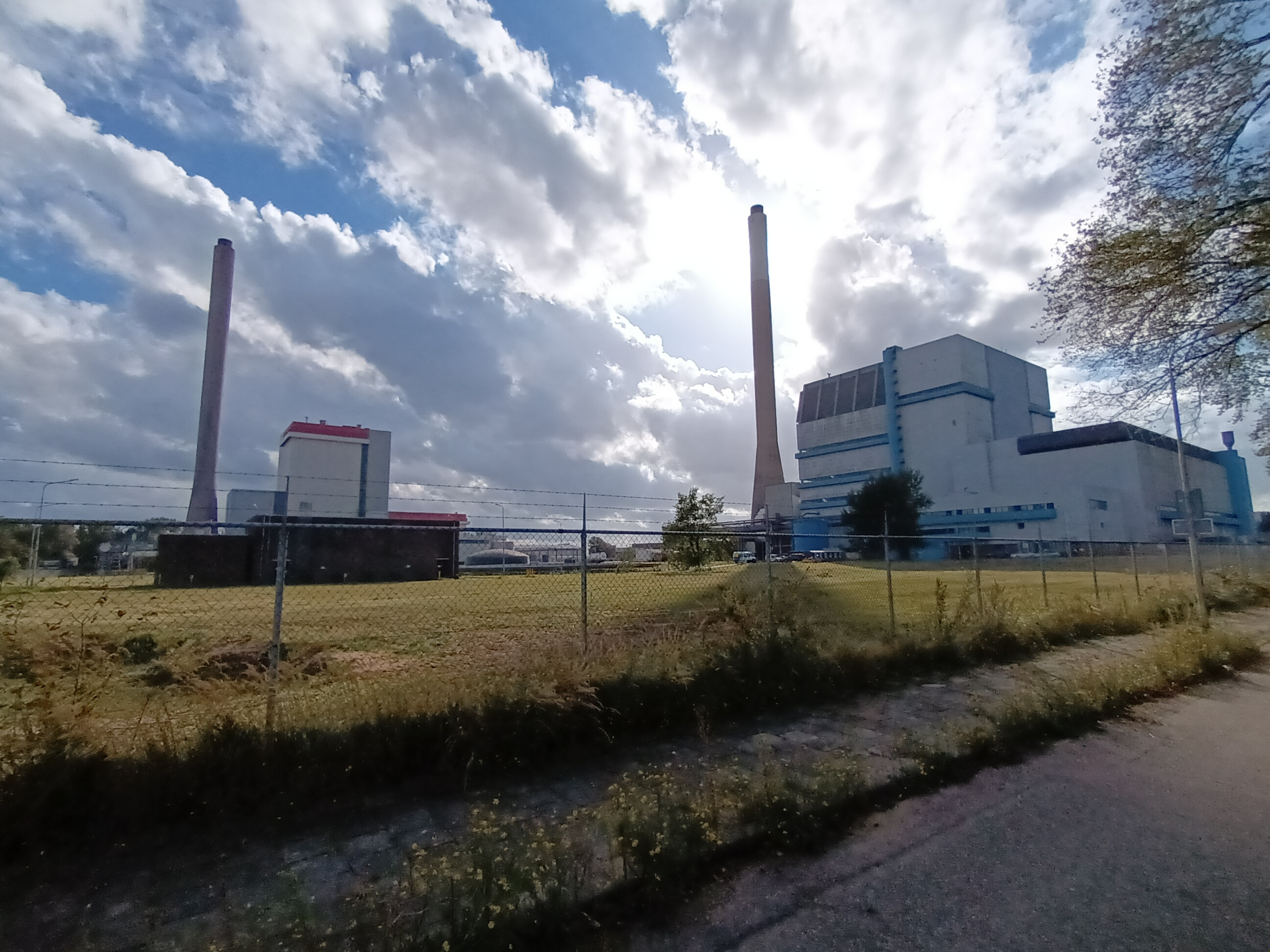
Velsen 24 en Velsen 25
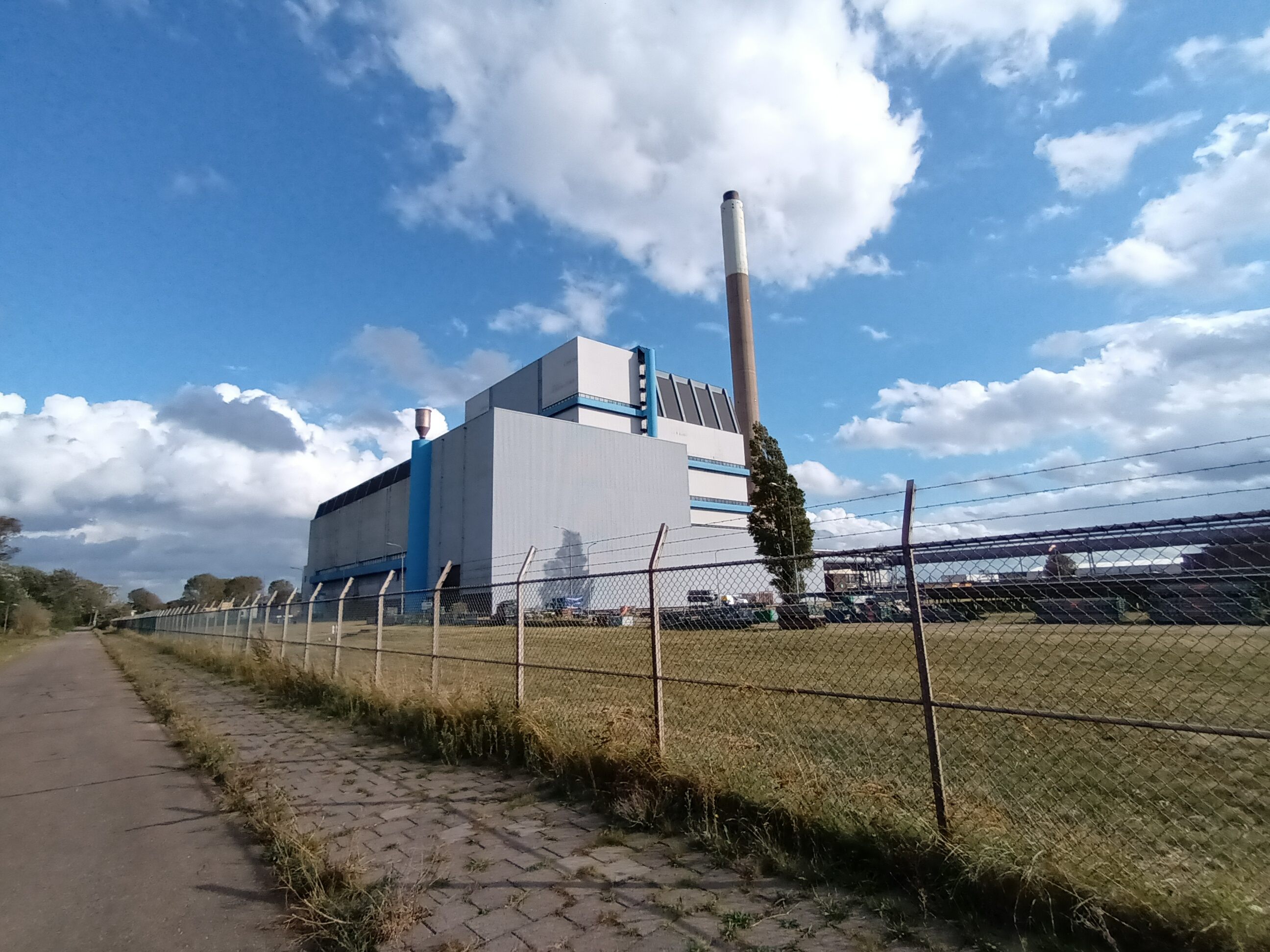
Velsen 25